# Окали, Даниэль
Даниэль (Даньо) Окали (словац. Daniel (Daňo) Okáli; 9 марта 1903[…], Липтовски-Микулаш, Транслейтания — 23 ноября 1987, Братислава) — словацкий поэт, прозаик, публицист, критик-марксист, историк литературы, юрист и государственный деятель. Член коммунистической партии Чехословакии (КПЧ). В 1948—1951 гг. — уполномоченный по вопросам внутренних дел в Корпусе уполномоченных (правительстве) Словакии. Во время политических процессов по сфабрикованному делу Густава Гусака в феврале 1951 был незаконно репрессирован и пробыл в заключении до 1960 года. В 1963 решением ЦК КПЧ реабилитирован, восстановлен в партии.

## Биография

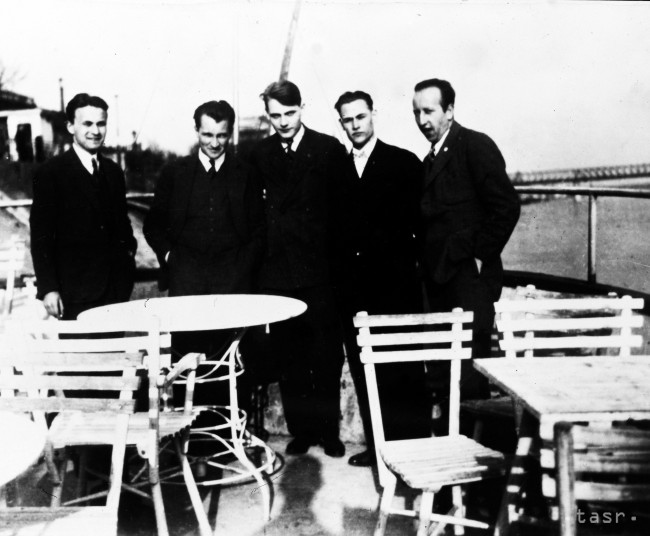
Дависты: Владимир Клементис, Лацо Новомеский, Йозеф Рыбак, Даниэль Окали, Кароль Светлик-младший

Родился 9 марта 1903 года в городе Липтовски-Микулаш, в Австро-Венгрии. Мать — Марта Бодицкая (Marta Bodická) умерла 5 февраля 1905 года в возрасте 31 года, когда Даниэлю было 2 года. У Даниэля были брат-близнец Илья и сёстры Даниэла и Марта. После смерти матери отец — владелец универмага Арпад Дьюла Окайи (Árpád Gyula Okályi; 1869—1908) женился на Анне Зоховой (Anna Zochova). Отец умер в возрасте 38 лет. После его смерти мачеха отдала старших детей в евангелический приют в городе Модра, которым руководил её брат — пастор Самуэль Зох (Samuel Zoch; 1882—1928). Бабушка Изабелла Бодицкая (Izabella Bodická) заботилась о младшей дочери Марте. В приюте было 60 детей и всего 3 няни. За детьми приглядывал дядя Кирилл Бодицкий (Cyrill Bodiský).
При поддержке дяди Окали учился с 1917 года в евангелическом лицее в Братиславе, а после образования Первой Чехословацкой республики — в реальной гимназии в Тренчине, которую окончил с отличием в 1921 году.
Окали поступил на философский факультет Карлов университета в Праге для изучения французского языка и философии и перевёлся после первого семестра на юридический факультет. Учился Окали при поддержке организации «Чехословацкое единство», которая оплачивала словацким студентам проживание и питание, также Окали вынужден был работать. В 1926 году получил степень дипломированного юриста (JUDr.).
Начал публиковаться в 1922 году, в возрасте 19 лет. За стихотворение Окали, опубликованное в 1924 году, редактор газеты «Правда худобы» (Pravda chudoby), печатного органа КПЧ в Словакии Клемент Готвальд получил 14 суток заключения.
Окали являлся членом словацкого пражского студенческого объединения «Детван».
Являлся членом группы левых интеллектуалов «Вольное содружество студентов-социалистов из Словакии», возникшей в 1922 году в Праге, соучредителем печатного органа этой группы — журнала «ДАВ», издававшегося в 1924—1937 гг. Был постоянным сотрудником журнала «ДАВ». За представителями объединения прочно закрепилось наименование «дависты» (davisti, «давовцы»).
Название «ДАВ» состояло из имён участников: Даниэль Окали, Андрей Сирацки и Владимир Клементис, и означало «толпа» (словац. dav). Лацо Новомеский писал:
Одно только название уже было протестом. Протестом против ограничивающей высокомерности интеллигенции вообще и словацкой в частности; против горделивого зазнайства, с каким послевоенный интеллигент подходил к народному сборищу, толпе, коллективу, народу; против взглядов, с которыми интеллигент возвышался над народной и рабочей массой. DAV своим названием обозначил принадлежность к толпе. Все остальные объяснения были излишними.
Четыре месяца, с июня по октябрь 1926 года Окали проработал помощником (стажёром) у адвоката Гуго Дрехслера (Hugo Drechsler; 1885—1944) в городе Нове-Замки. Затем Владо Клементис нашёл Окали место у адвоката Вейхгерца (Július Zoltán-Weichherz; 1887—1951) в Братиславе. Окали работал у Вейхгерца в Братиславе до 12 июля 1932 года. Окали сдал экзамен на адвоката в Братиславе 26 марта 1931 года.

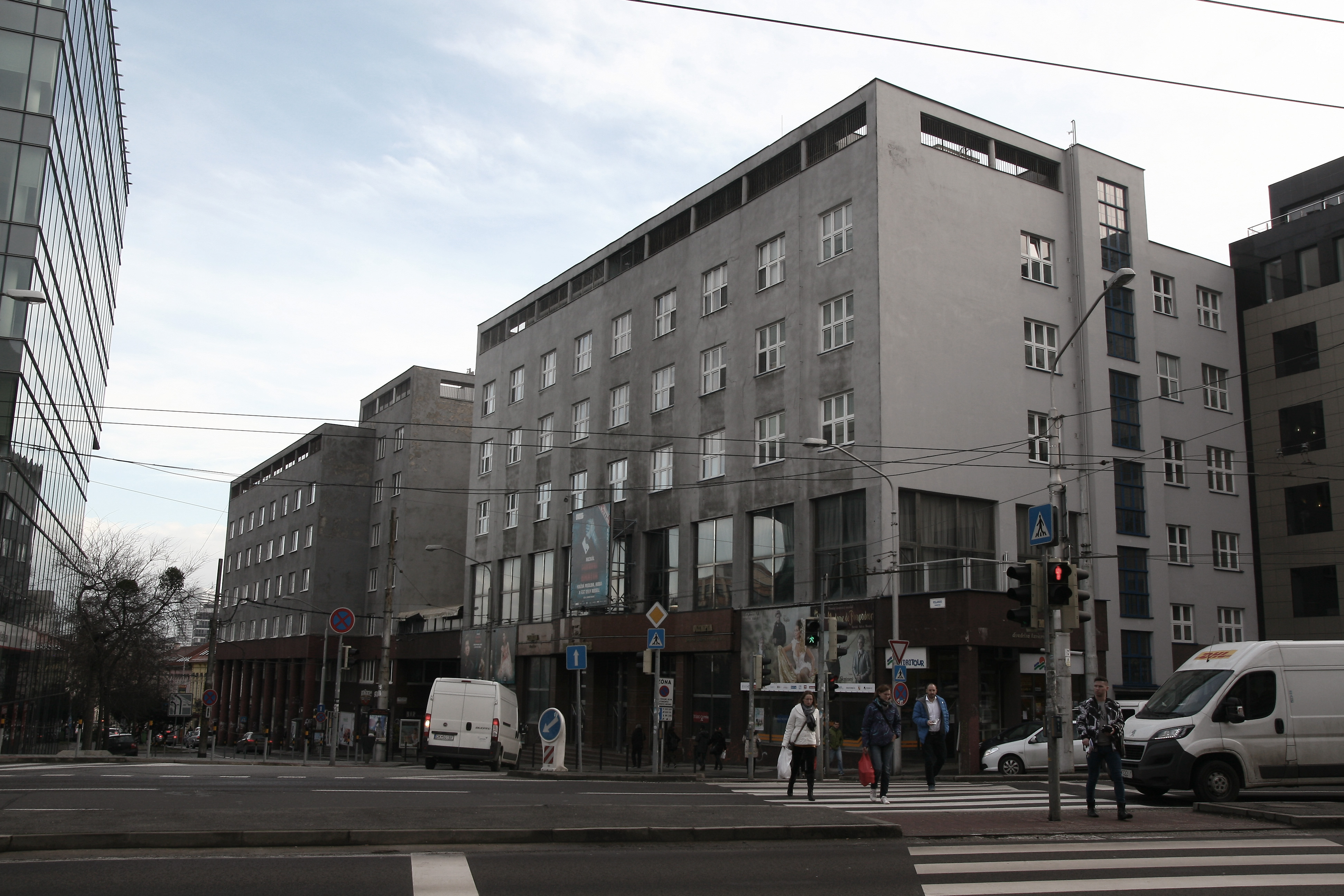
«Живнодом» в Братиславе (1928, архитектор Клемент Шилингер), в котором в съёмной квартире Окали жил с семьёй и Владимиром Клементисом

С возрастающим экономическим кризисом в начале 1930-х годов происходили несколько раз кровавые столкновения. Крупное движение протеста широких масс встречало подавление со стороны властей, что вызвало кровопролитие в январе 1931 года в Духцове, в мае в Кошутах и осенью того же года в Фривальдове. В Троицын день 25 мая 1931 года в Кошутах расстреляли забастовку сельскохозяйственных рабочих, когда рабочие собирались пойти на митинг, где должен был выступить один из ведущих руководителей Коммунистической партии Словакии, депутат Штефан Майор. Были убиты 3 человека и 14 ранены. Сразу после кровавых событий в Кошутах приехали в пострадавший город делегаты Красной помощи и КПЧ для получения наиболее объективной информации. Но их из Кошут выслали. Защитника Ш. Майора — Владимира Клементиса и редактора «Руде право» Лацо Новомеского отвели под жандармским конвоем на вокзал и втолкнули в вагон. По приезде в Кошуты 31 мая Даниэля Окали и Рейхля из Праги задержал жандармский патруль. Хотя они предъявили штабс-капитану Соучеку субстиционное полномочие за Вейхгерца, защитника арестованного Штефана Майора, они были вынуждены сразу оставить Кошуты, не поговорив ни с кем из пострадавших. Репортаж поэта Лацо Новомеского «Кошуты», помещенный Юлиусом Фучиком в «Творбе» (Tvorba) на развороте, цензура тоже изуродовала: несколько мест, причём самых важных, было вымарано.
Убийцами были жандармы, но к суду был привлечен и 13 июля 1931 года приговорён к заключению на восемь месяцев и к штрафу в размере 2000 чешских крон за «подстрекательство» Штефан Майор. КПЧ развернула широкую кампанию против провокационного процесса над Штефаном Майором. 25 сентября 1931 года на апелляции срок увеличен до 15 месяцев. Штефан отсидел срок в тюрьме города Леопольдов.
В 1932 году Окали оставил службу у Вейхгерца и работу в «ДАВ» в Братиславе и переехал с семьёй в город Скалица, на родину жены. Как пишет Окали:
Основной причиной моего решения была перегруженность работой, помноженная на культурно-массовую деятельность, которая почти не оставляла свободного времени для семьи.
Место Окали  у Вейхгерца занял Ян Поничан.
Окали участвовал в Конгрессе словацких писателей, который в 1936 году в курортном местечке Тренчьянске-Теплице по инициативе «ДАВ» провёл Союз словацких писателей.
В Скалице Окали унаследовал виноградник и занимался также выращиванием винограда. В общественной жизни в Скалице Окали стал членом «Сокола» и секретарём Матицы словацкой.
После создания в марте 1939 года формально независимой Словацкой республики, у Окали дважды проводились обыски. В октябре 1940 года он был арестован и заключён вместе с Поничаном, Густавом Гусаком и Лацо Новомеским в тюрьму в Илаве на шесть недель.
После освобождения снабжал деньгами и медикаментами партизанский отряд из Брезовы, сотрудничал с Иваном Горватом.
Окали проработал 19 лет юристом, из них 13 — в Скалице, был вице-президентом Коллегии адвокатов Братиславы. В 1945 году прекратил адвокатскую деятельность.
После освобождения Чехословакии в мае 1945 года Окали стал председателем революционного национального комитета в Скалице. В его функции входило обеспечение взаимодействия с Красной армией, восстановление транспорта, снабжение и другое. В июле 1945 года Окали перешёл на работу в Уполномоченное представительство (Povereníctvo) по вопросам внутренних дел, где выпполнял функции главы президиума (prezidiálny šéf).
1 марта 1946 года Окали назначен правительственным уполномоченным по обмену населением с Венгрией. Соглашение о обмене населением между Венгрией и Чехословакией на паритетной основе было подписано 27 февраля 1946 года в Будапеште. С чехословацкой стороны его подписал заместитель министра иностранных дел Владимир Клементис, с венгерской — министр иностранных дел Янош Дьёндьёши. В феврале 1946 года словацкая сторона стала готовить венгров к трансферу с южных и восточных территорий. В это время начала функционировать Чехословацкая переселенческая комиссия (ЧПК) в Венгрии, председателем которой стал Даниэль Окали.
В феврале 1947 года Окали с семьёй переехал из Скалицы в Братиславу.
После февральских событий ушёл в отставку 26 февраля 1948 года Микулаш Ферьенчик — уполномоченный по вопросам внутренних дел в Корпусе уполномоченных — национальном органе государственной и исполнительной власти в Словакии, подотчётном Словацкому национальному совету. На его место 6 марта назначен Окали. Исполнял обязанности до 30 января 1951 года. 2 февраля формально передал обязанности Каролу Бацилеку.
На IX съезде компартии Словакии (КПС), состоявшемся 24—27 мая 1950 года, развязана кампания по «борьбе против буржуазного национализма». На съезде выступали Клементис, Кароль Шмидке, Густав Гусак и Лацо Новомеский, обвинённые в «уклонизме». Окали оказался среди «замаскированных» носителей «буржуазного национализма», которые были обнаружены на IX съезде КПС.
4 декабря 1950 года был арестован посол в Венгрии Иван Горват, ещё ранее был арестован заместитель министра внешней торговли Эуген Лёбл.

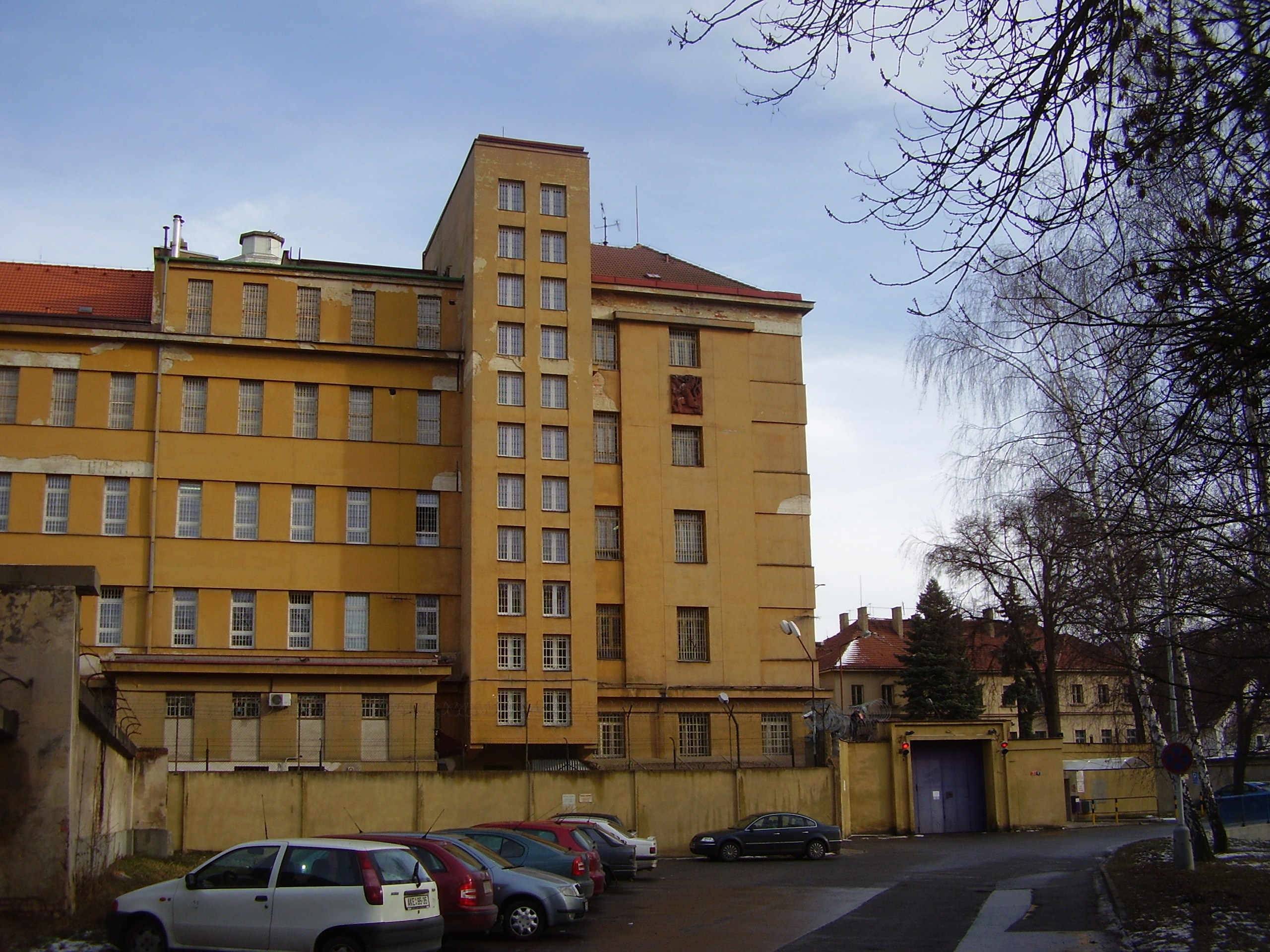
Тюрьма в Рузине

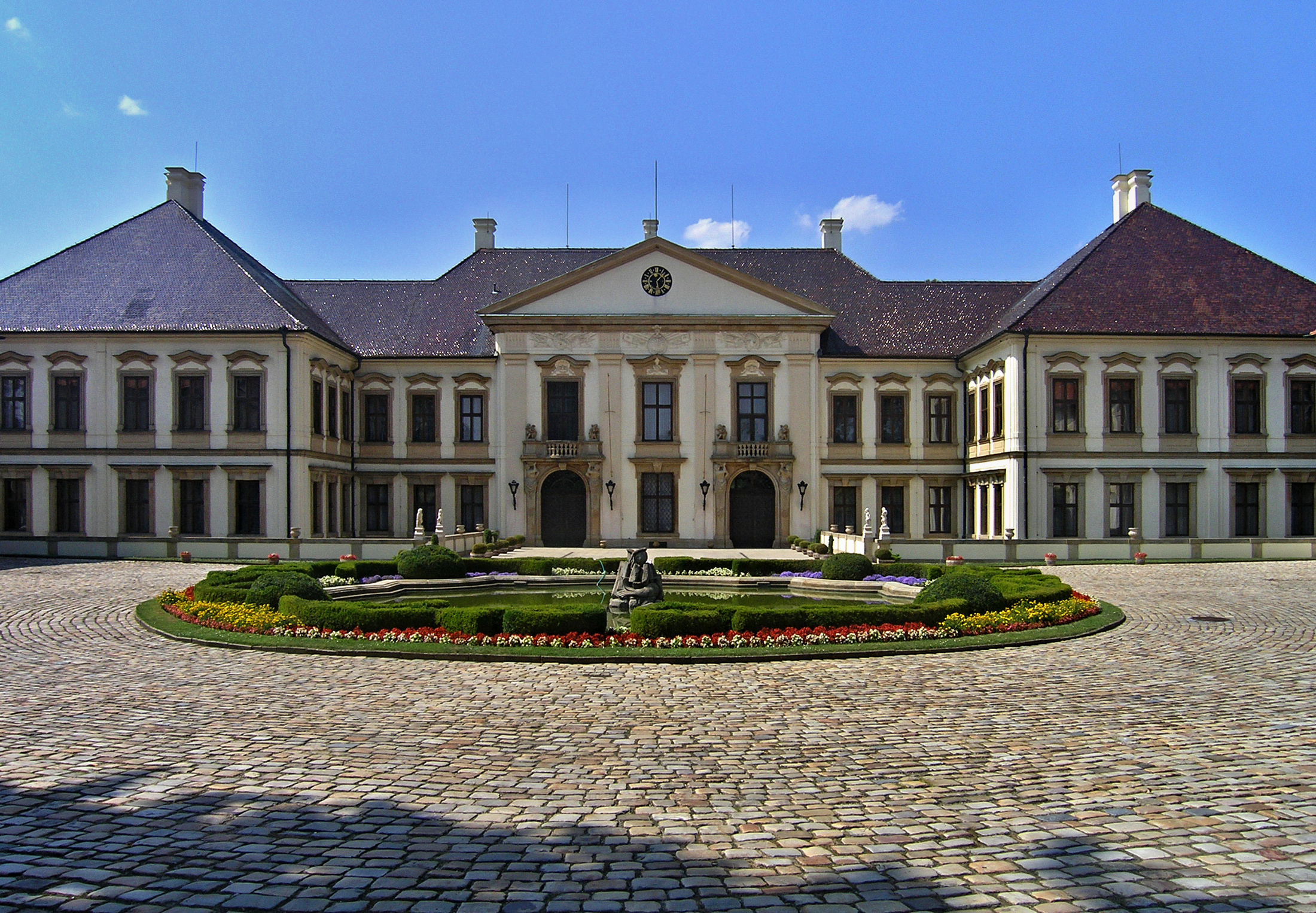
Правительственный замок в Колодее, подвалы которого служили тюрьмой органов национальной безопасности Чехословакии

В феврале 1951 года последовал арест руководства КПС — Густава Гусака, Новомеского, Ладислава Голдоша. Окали арестован 4 февраля во время утренней прогулки. Его держали три года в тюрьмах в Рузине и в Колодее. Оба его сына были отчислены с учёбы и отправлены на два года в дисциплинарную воинскую часть на шахту в Остраве, где добывали уголь. Дочь, которой было 15 лет, была исключена из школы и отправлена ученицей мастера на братиславский завод Tesla. Аналогично поступили с братом Окали и его детьми.

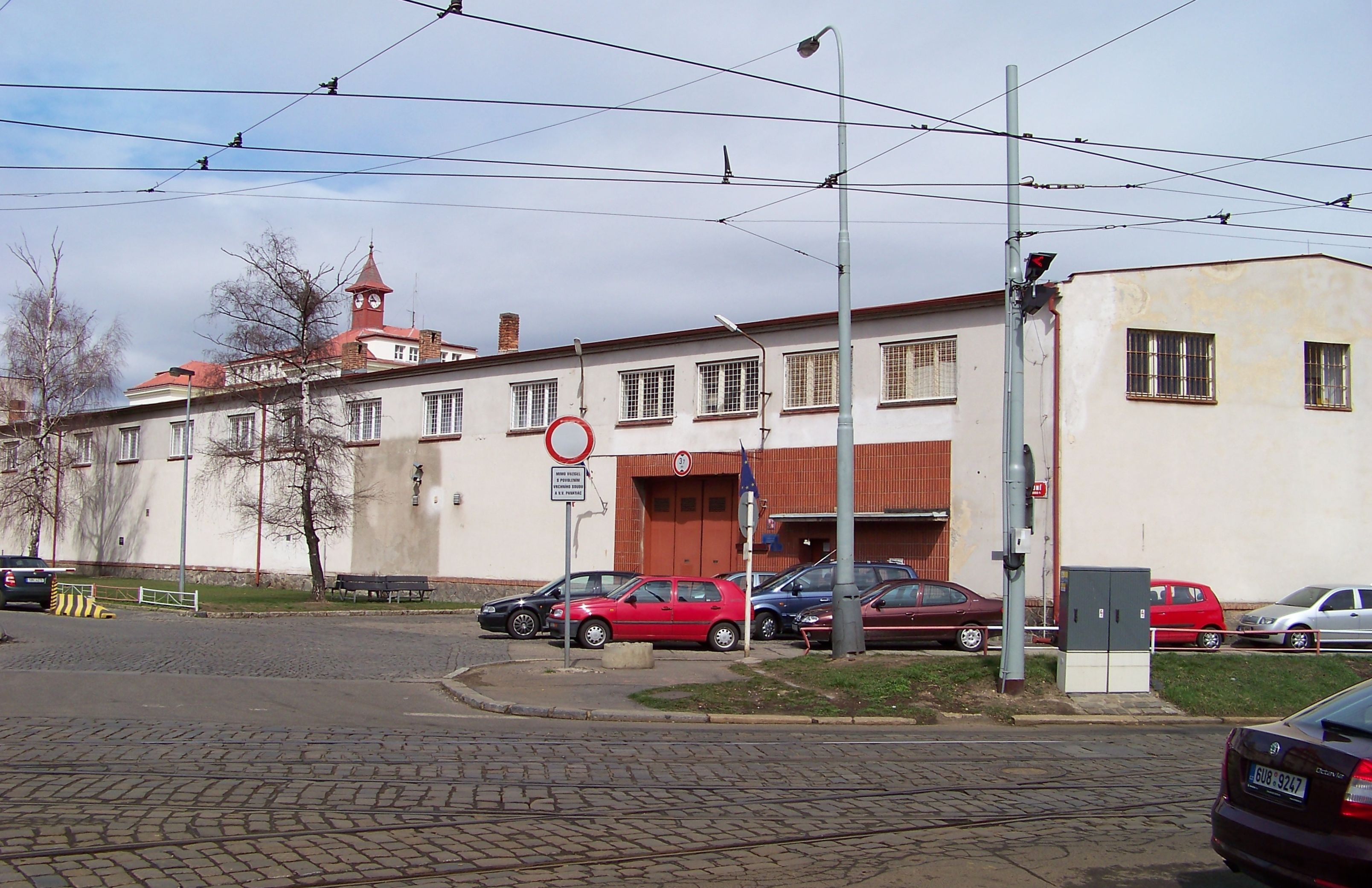
Панкрацкая тюрьма в Праге

Дависты Окали, Иван Горват и Новомеский стали обвиняемыми на процессе Густава Гусака. Процесс начался 21 апреля 1954 года зале заседаний Дворца правосудия в Братиславе и был закрытым. Только Густав Гусак не признал на процессе свою вину. Приговор был утверждён президиумом ЦК Коммунистической партии Словакии заранее, 4 марта. 24 апреля приговор был оглашён. Густав Гусак был приговорён к пожизненному заключению, Иван Горват к 22 годам, Ладислав Голдош Лацо Новомеский к 10 годам. Окали осуждён на 18 лет. Ночью осужденных перевезли в Прагу в Панкрацкую тюрьму.

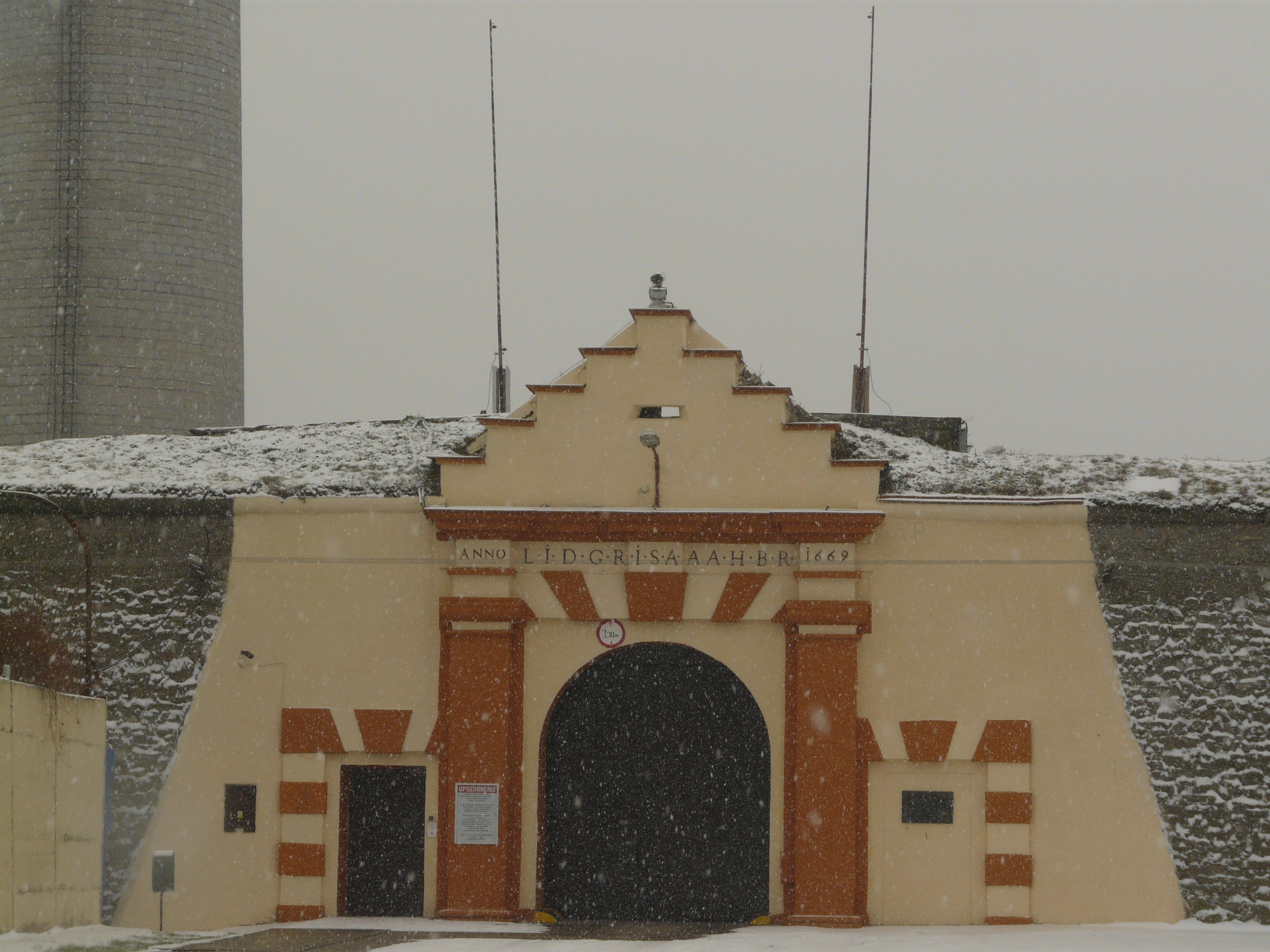
Тюрьма в Леопольдове

12 июля 1954 года Даниэль Окали переведён из Панкраца в тюрьму в Леопольдове, где также находились руководители Словацкой республики Александр Мах и Тидо Гашпар. Из Леопольдова Окали перевели в Панкрац, а оттуда — в Вальдице. Работал на нанизывании булавок и шпилек, затем в столярной мастерской, также учителем словацкого языка в восьмелетней школе, созданной при исправительно-трудовом лагере, участвовал в работе литературного и шахматного кружков.
Окали был освобождён 10 мая 1960 года по амнистии президента Антонина Новотного, после 9 лет и 3 месяцев заключения. 
После освобождения был отправлен на работу на столярный завод, затем расчётчиком на завод Tatra, где работал до 1963 года.
Все дависты были юридически и партийно реабилитированы в 1963 году после XXII съезда КПСС. Окали написал Илье Эренбургу:
Вы, наверно, знаете, что организатора и душу «Дава» товарища Владо Клементиса ложно обвинили в шпионаже и казнили. Я сам вместе с другими товарищами был освобожден после десятилетнего заключении… Теперь, после устранения несправедливостей, пересматривают значение «Дава» для нашей литературы и культуры в широком смысле слова…
После реабилитации секретарь ЦК КПС по идеологии Василь Биляк предложил Окали должность главы областной ассоциации юристов. Окали отказался и попросил, чтобы его определили сотрудником Института словацкой литературы Словацкой академии наук (САН), где он проработал до 1972 года. Защитил степень кандидата искусствоведения, был заместителем председателя Матицы словацкой.
Автор работ по теории и истории современной литературы. Основные работы Даниэля Окали: «Мятежник Гейза Ванош» (Burič Gejza Vámoš, 1971) —  единственная монография о творчестве писателя Гейзы Ваноша (1901—1956), Výboje a súboje (1973), «Критик Ян Игорь Гамалиар» (Kritik Ján Igor Hamaliar, 1974) о либеральном критике Яне Игоре Гамалиаре (1905—1931).
В 1979 году вышел на пенсию.
Умер 23 ноября 1987 года в Братиславе.

## Личная жизнь
В феврале 1929 года женился на Елене Шульцовой (Elena Schultzová), двоюродной сестре Клементиса. У них были сыновья Иван и Даниэль и дочь Ева.
Сын Иван Окали (Ivan Okáli; род. 18 сентября 1929) — словацкий экономист, выпускник экономического факультета Ленинградского государственного университета и Экономического университета в Братиславе, сотрудник Экономического института Словацкой академии наук (Ekonomický ústav SAV, EÚSAV), директор EÚSAV в 1983—1990 гг.